# Paprika č. 30

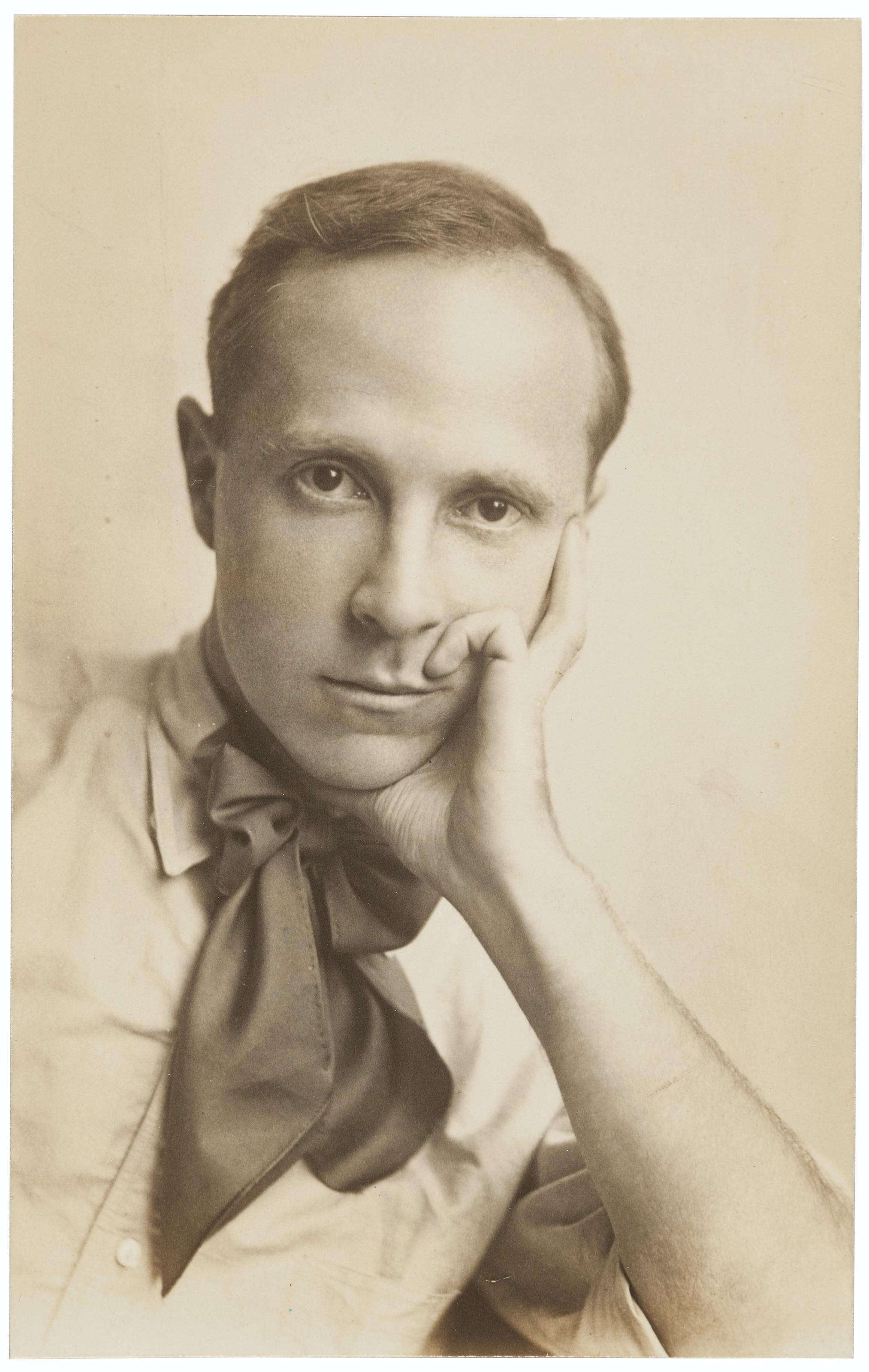
Rae Davis: Edward Weston, asi 1914

Paprika č. 30 je jedna z nejznámějších fotografií pořízená Edwardem Westonem. Je na ní zobrazena samostatná zelená paprika s bohatými černobílými tóny, se silným osvětlením shora a velkou hloubkou ostrosti.

## Historie
Na konci dvacátých let Weston začal pořizovat sérii detailních obrazů různých objektů, které nazýval Zátiší. Několik let experimentoval s různými obrazy skořápek, zeleniny a ovoce a v roce 1927 zhotovil svou první fotografii papriky. Obdržel však na tuto fotografii smíšenou zpětnou vazbu, ale o dva roky později začal novou sérii, ve které se soustředil pouze na papriky. Pořídil dvacet šest negativů papriky, které byly pořízeny v roce 1929, převážně s drapérii z pytloviny nebo mušelínu na pozadí.
Zaujatý množstvím druhů a tvarů mořských řas, které našel na plážích u Carmelu, na konci 20. let 20. století začal Weston fotografovat zblízka zeleninu a ovoce. Udělal celou řadu fotografií zelí, kapusty, cibule, banánů a nakonec i svého nejznámějšího obrazu, papriky. V srpnu toho roku mu přinesla Noskowiaková několik zelených paprik a během čtyř dnů nafotil nejméně třicet různých negativů. Z těch všech patří Paprika č. 30 mezi všudypřítomná mistrovská díla fotografie za 150 let.
O rok později, během čtyřdenního období od 2. do 6. srpna 1930, Weston pořídil nejméně dalších třicet negativů papriky. Nejdříve opět zkusil na pozadí prostý mušelín nebo kus bílé lepenky, ale pro tyto obrazy si myslel, že kontrast mezi kulisou a paprikou je příliš velký. Dne 3. srpna našel velkou plechovou nálevku, položil ji na bok a papriku dal přímo do velkého otevřeného konce. Napsal:

Byl to skvělý nápad, dokonalý reliéf pro papriku a navíc odráželo světlo na důležité kontury. Pořád jsem měl tu papriku, která mi dala týden práci, rozhodl jsem se, že s ní nemůžu dělat dál, přesto mě něco přimělo, abych ji vzal do kuchyně, do konečné stanice všech dobrých paprik. Umístil jsem ji do nálevky, zaostřil Zeisse, vyladil kompozici, rozpoznal dokonalé světlo, udělal šestiminutovou expozici a to jen po několika málo minutách přípravných prací, i když skutečná příprava trvala několik hodin. Mám velký negativ - zdaleka ten nejlepší!
Je to klasika, zcela uspokojující - paprika - ale víc než paprika; abstrakce, v tom, že je zcela mimo látku subjektu. Nemá žádné psychologické atributy, nevzbuzuje žádné lidské emoce: tato nová paprika bere člověka mimo svět, který známe ve vědomé mysli.
Je jisté, že hodně z mých prací má tuto kvalitu... ale tato a ve skutečnosti všechny další, vedou diváka do vnitřní reality - absolutna - s jasným pochopením, mystickým odhalením. Tohle je "významná prezentace", kterou mám na mysli, prezentace prostřednictvím intuitivního Já, "vidět" skrze něčí oči, ne s nimi: "vizionář".

Umístěním papriky do otvoru nálevky ji mohl Weston nasvítit způsobem, který zobrazuje papriku ve třech rozměrech, nikoli jako plochý obraz. To je to světlo, které dává obrazu hodně své výjimečné kvality.
Historička fotografie Amy Congerová, ve svém rozsáhlém katalogu Westonových výtisků v Centru kreativní fotografie uvedla, že Weston vyrobil nejméně dvacet pět výtisků této zeleniny a stala se tím jeho nejoblíbenější paprikou. Napsala: "Existuje pro to mnoho důvodů, délka, hladký povrch, jemně točené plochy, zářící světlo, které se nepředvídatelně odráželo na lesklém povrchu, jemné křivky "S" - všechny faktory posílené téměř přehnanými kontrasty mezi světlem a stínem, konkávním a konvexním, abstraktním a konkrétním, voskovaný povrch poškrábaného cínu, dokonce i nahnilé místo v pravé dolní části papriky nepoškozuje smyslovou a smyslnou intenzitu. Místo toho zvyšuje napětí mezi objektem a tvarem, stejně jako mezi ideálním a reálným."
O několik let později napsal Weston o vlivu svých obrazů papriky:
Udělal jsem snad padesát negativů paprik: kvůli jejich nekonečné rozmanitosti ve formě projevů, kvůli jejich mimořádné struktuře povrchu, kvůli energii, síle ukryté v jejich úžasných plochách. Box s paprikami v rohu obchodu má důsledky, které mě emocionálně rozbouří víc než téměř jakákoli jiná jedlá forma, protože v experimentálních překvapeních spouští škálu přírodních tvarů.

Zároveň vyjádřil velmi upřímnou frustraci s těmi, kteří popisovali jeho papriky v sexuálním duchu:
Papriky jsou hanobeny víc než cokoli jiného, co jsem kdy udělal - byly v nich byly nalezeny vulvy, penisy nebo jejich kombinace, sexuální styk, Madonna s dítětem, zápasníci, moderní sochařství, africká řezba, nevolnost, podle stavu mysli diváka: a mě hodně baví, jak lidé posuzují dle vlastního úsudku!

Na zadní stranu snímku jedné z jeho paprik, kterou dal příteli, Weston napsal: "Jak budeš chtít ‒ ale je to jenom paprika ‒ nic jiného..."
Weston zhotovil snímek svojí fotografickou kamerou Ansco 8×10 Commercial View camera s objektivem Zeiss 21 cm.
Všechny tisky Paprika č. 30 jsou stříbrno želatinové kontaktní tisky, přibližně 24,1 × 19,2 cm ‒ jelikož byl použit film o velikosti 8" × 10". Většina originálních Westonových tisků jsou nyní (2019) v muzeích, například v Center for Creative Photography, Metropolitan Museum of Art, Minneapolis Institute of Art nebo George Eastman House.
Nízká citlivost ISO používaných deskových filmů vyžadovala velmi dlouhé expozice, které se pohybovaly v rozmezí od 1 do 3 sekund pro venkovní expozice krajin a až 4,5 hodiny pro zátiší, jako jsou papriky nebo ulity.
Přestože byl známým fotografem, prodával své obrázky za cenu od sedmi do deseti dolarů. Dnes ceny za jeho snímky dosahují až do jednoho milionu dolarů. Mezi jeho nejpopulárnější významná díla patří Paprika č. 30 (1930), Nautilus (1927), Akt (1936) nebo Dunes, Oceano. Od roku 2010 se dvě Westonovy fotografie objevují na seznamu nejdražších fotografií, co byly kdy prodány.
Po jeho smrti vytvořil jeho syn Cole Weston několik výtisků tohoto obrazu podle specifikací svého otce; všechny tyto výtisky jsou jasně označeny jako "Vytištěno Cole Westonem".